# Плато, Жозеф
Жозе́ф Антуа́н Фердина́н Плато́ (фр. Joseph Antoine Ferdinand Plateau; 14 октября 1801, Брюссель — 15 сентября 1883, Гент) — бельгийский физик. Изобрёл стробоскоп. В его честь был назван открытый Эриком Эльстом астероид (11966) Плато.
Иностранный член Лондонского королевского общества (1870).

## Биография
Его отец, живописец Антуан Плато (фр.), хотел сделать своего сына художником и отправил его в академию рисования. Отец умер, когда сыну было 14 лет. При поддержке своего дяди Жозеф вернулся в общеобразовательную школу и продолжил обучение в Королевском атенеуме (среднее учебное заведение) в Брюсселе. В 1822 году поступил в Льежский университет, окончил физико-математический факультет в 1829 году. Жозеф Плато был назначен профессором экспериментальной физики в Гентском университете в 1835 году.

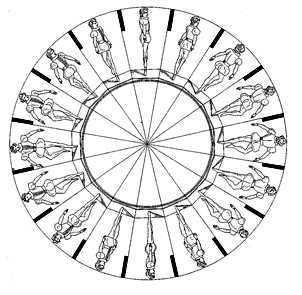
Фенакистископ Плато

Летом 1829 года в Льеже Жозеф Плато 25 секунд смотрел на полуденный солнечный диск, желая узнать предел сопротивляемости сетчатки человеческого глаза, из-за чего временно ослеп. Несколько дней он провёл в темной комнате. Постепенно к нему возвратилось зрение.
В 1828 году Плато повторяет опыт Патрика д’Арси, несколько его изменяя. К вращающемуся колесу Плато прикрепляет диск с цветными секторами, похожий на диск Ньютона. В результате данного опыта Плато устанавливает, что длительность персистенции зависит от силы и времени зрительного восприятия, цвета и освещенности предмета, и в среднем равна трети секунды (0,34).
В том же 1828 году Плато вслед за Роджетом (англ. Peter Mark Roget), создаёт анортоскоп. Жорж Садуль указывает на влияние тауматропа на данную отрасль исследований (Садуль называет её «анаморфоз»).
Плато пришла мысль заменить одну из этих полос какими-либо рисунками: изображением головы человека или словами, таким образом он получил искаженное изображение вместо правильной линии. Потом он произвел обратный опыт. Используя рисунок этого искаженного изображения и белую полосу (которую он также заменял диском с отверстиями), он вновь добивался изображения головы человека или слов.
В 1832 году Плато создал фенакистископ — лабораторный прибор, конструкция которого основана на персистенции.
В 1833 году Плато наклеил на диск, заключённый в специальный ящик, картинки, последовательно изображающие позы танцующей балерины. Через специальное окошко можно было увидеть, как во время вращения вместо нескольких картинок, появлялась движущая фигурка, плавно двигающаяся в танце.
27 Августа 1840-го, Плато женился на Августине-Терезе-Эмми-Фанни Клаваро, и год спустя у них родился сын. Их дочь, Элис Плато вышла замуж за Густава Ван дер Менсбрюгге в 1871, который позже стал его соратником и первым биографом. Интересно, что Ван дер Менсбрюгге впоследствии стал известен благодаря работам по теме тонких плёнок, которым он обязан именно Плато (в частности известен т.н. поплавок Ван дер-Менсбрюгге).
В 1842 году Жозеф Плато окончательно потерял зрение.

## Другие результаты
- Сформулировал проблему, носящую его имя: проблему Плато. В простейшей формулировке её можно сформулировать следующим образом: «найти поверхность наименьшей площади, ограниченную данным замкнутым пространственным контуром». Он же и предложил её физическое решение с помощью мыльных плёнок.
- Впервые произвёл опыт, показывающий, что масло внутри сосуда с разбавленным спиртом собирается в шар, который не тонет и не всплывает. При быстром вращении этого шара от него отделяется кольцо, которое в свою очередь разрывается на части. Образуются шарики, которые продолжают обращаться вокруг основного шара.